# 西普拉克斯馬勒卡爾峰

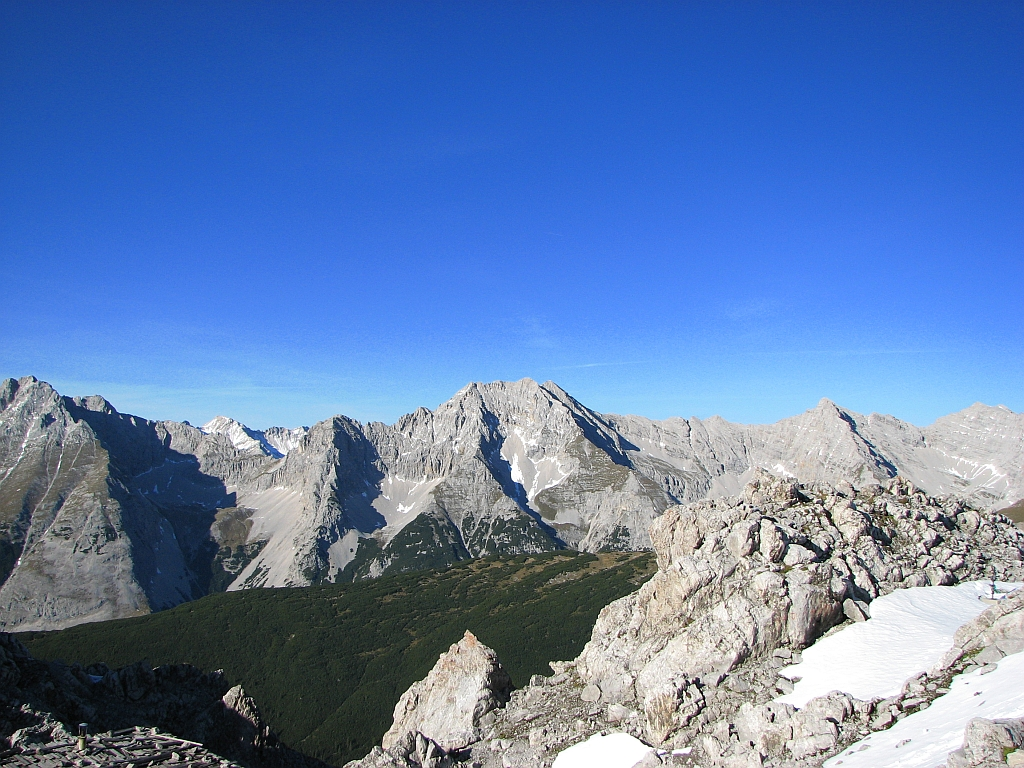

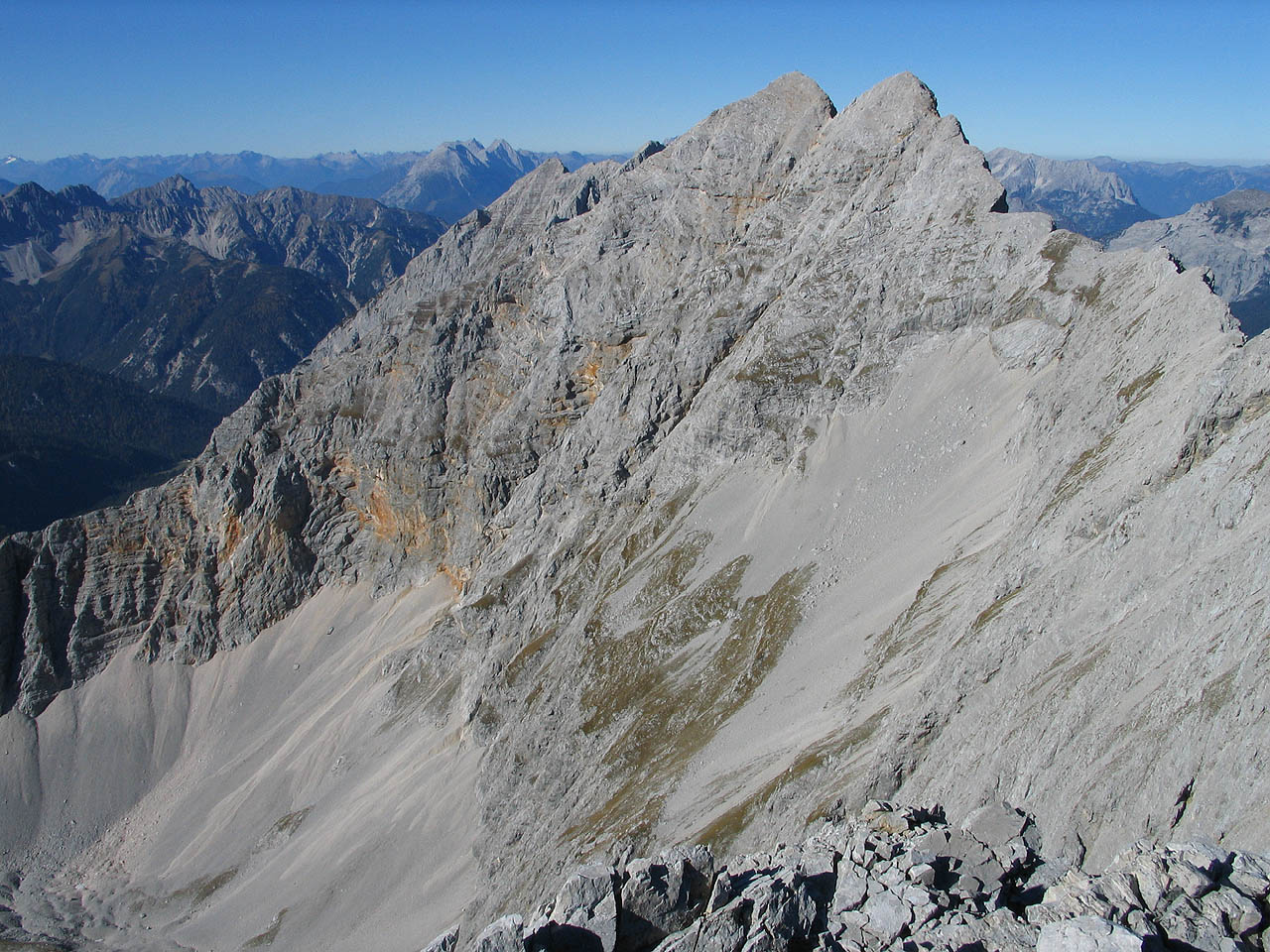

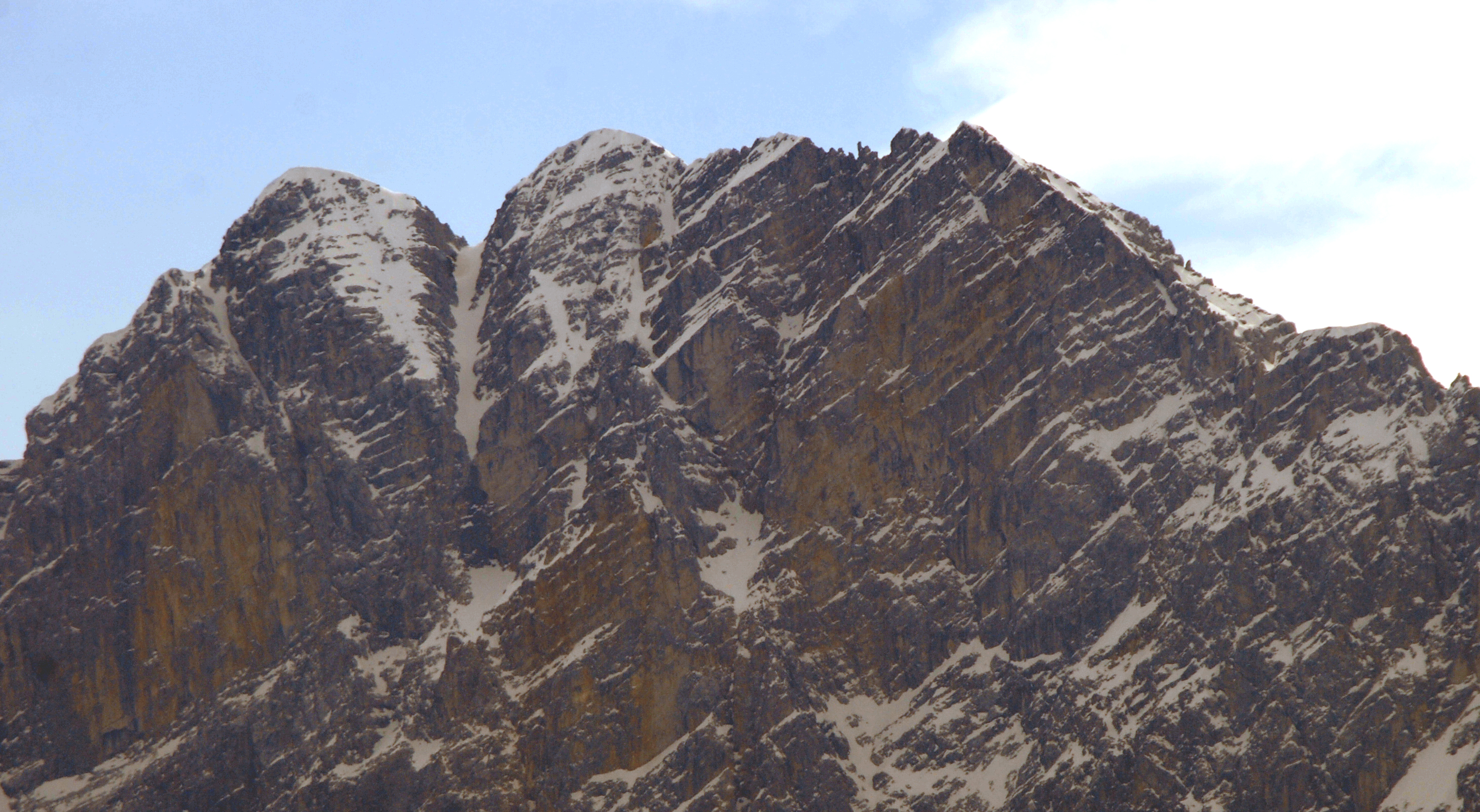

47°20′58″N 11°24′0″E / 47.34944°N 11.40000°E
西普拉克斯馬勒卡爾峰（德語：Westliche Praxmarerkarspitze），是奧地利的山峰，位於該國西部，由蒂羅爾州負責管轄，屬於卡爾文德爾山脈的一部分，距離後巴肖芬峰2.76公里，海拔高度2,642米。